# Abbandonatamente
Abbandonatamente, soms ook aangeduid als con abbandono, is een van oorsprong Italiaanse muziekterm. Het is een muzikale karakter- of expressieaanduiding. Abbandonatamente betekent letterlijk op overgegeven wijze. De term geeft aan dat een bepaalde passage in de compositie moet worden gespeeld met overgave.

## Etymologie
Abbandonatamente is een bijwoord en het zegt dus iets over een werkwoord of over een bijvoeglijk naamwoord. Het is opgebouwd uit de prefix "ab- ("weg" of "af"), het werkwoord bandonare ("overgeven" of "overlaten") en de bijwoordelijke suffix -mente. Grofweg kan abbandonatamente worden opgevat als "op een manier van volledige overgave". De term is verwant met het werkwoord abbandonare ("zich overgeven" of "loslaten") en het middeleeuws Latijnse bandonum ("bevel" of "toestemming").

## Interpretatie
Abbandonatamente resulteert niet in een concrete wijziging in de muziek, de noten veranderen niet, de overbrenging wel. Stel een pianist voor die een passage speelt die met abbandonatamente moet worden gespeeld. Zonder deze aanduiding zou de passage misschien strak en beheerst klinken. Met de aanduiding abbandonatamente is het mogelijk dat de pianist:
- misschien aan het einde van een zin vertraagt (ritardando).
- misschien een dissonante noot iets meer benadrukt.
- misschien een klein crescendo toevoegt bij een spanningsopbouw.
- misschien een ademende, vloeiende frasering speelt alsof hij de muziek voelt in plaats van alleen speelt.